# Рубка (приток Сюзюма)
Рубка — река в России, протекает в Кировской области. Правый приток реки Сюзюм.

## География
Река Рубка берёт начало у села село Высокогорье. Течёт на юг через сосновые леса, после слияния с рекой Азваж поворачивает на восток. Устье реки находится в 27 км по правому берегу реки Сюзюм. Длина реки составляет 30 км, площадь водосборного бассейна 238 км².

## Притоки
- Беседка (пр)
- Богатка (пр)
- Азваж (8,6 км от устья, пр)
- Чёрная (лв)

## Данные водного реестра
По данным государственного водного реестра России относится к Камскому бассейновому округу, водохозяйственный участок реки — Вятка от города Котельнич до водомерного поста посёлка городского типа Аркуль, речной подбассейн реки — Вятка. Речной бассейн реки — Кама.
По данным геоинформационной системы водохозяйственного районирования территории РФ, подготовленной Федеральным агентством водных ресурсов:
- Код водного объекта в государственном водном реестре — 10010300412111100036528
- Код по гидрологической изученности (ГИ) — 111103652
- Код бассейна — 10.01.03.004
- Номер тома по ГИ — 11
- Выпуск по ГИ — 1